# Megachile aterrima
Megachile aterrima är en biart som beskrevs av Smith 1861. Megachile aterrima ingår i släktet tapetserarbin, och familjen buksamlarbin. Inga underarter finns listade i Catalogue of Life.